# Зујара
Зујара (лат. Calliphora vomitoria), позната као плава зујара, плава зујара са наранџастом брадом или пчела је врста муве, врста из породице Calliphoridae. Зујара је типска врста из рода Calliphora. Уобичајена је на многим континентима, укључујући Европу, Америку и Африку. Велике су муве, скоро двоструко веће од кућне муве. Лако их је препознати по сјајним, плавим телима.
Док се одрасле муве хране нектаром, женке одлажу своја јаја на труле лешеве, чинећи их важним, јер се њихова јаја и време овипарије могу користити за процену времена смрти.

## Опис
Обично су дужине 10—14 mm, скоро двоструко већа од кућне муве. Глава и грудни кош су мутно сиве боје, а на потиљку су жуто–наранџасти. Трбух је светло металик плаве боје са црним ознакама. Тело и ноге су му прекривене црним чекињастим длачицама. Има кратке, клинасте антене и четири тарса по нози. Очи су црвене, а крила прозирна. Ноге и антене су црне и ружичасте. Прса су светло љубичаста и имају шиљке за заштиту од других мува. Како би се разликовала од других блиско повезаних врста, попут Calliphora vicina, зујара се може идентификовати по карактеристичним „наранџастим образима”, који су наранџасте длаке испод очију. Поред тога, има тамну основу крила, док C. vicina има жуту.

## Распрострањеност и станиште
Зујара се може наћи широм света, укључујући већи део Европе, Аљаску, Гренланд, југ Мексика, Сједињене Америчке Државе и Јужну Африку. Преферира веће надморске висине у односу на друге врсте Calliphoridae, попут Lucilia sericata и Chrysomya albiceps. Они су међу најбројнијим мувама које се налазе у овим регионима.
Температура има значајан утицај на дистрибуцију. Као што је случај са већином мува, зујара се највише налази у пролеће и лето, а најмање у јесен и зиму. Пожељно станиште варира у зависности од годишњег доба. Током зиме и лета могу се наћи углавном у руралним подручјима. Током пролећа и јесени налазе се у приобалним подручјима.

## Животни циклус
Зујаре имају комплетан циклус јаја, ларве, лутке и одрасле јединке. Развој обично траје око две недеље. Ларве су богате протеинима и теоретски се могу користити као храна за животиње. Женка полаже јаја тамо где се храни, обично у распаднутом месу, смећу или измету. Бледе беличасте ларве се излегну из јаја и одмах почињу да се хране труповима угинулих животиња и материјалом у распадању где су се излегли. Након неколико дана храњења, они су потпуно одрасли. У то време пузе даље до сувљег места где се укопавају у земљу или сличну материју и претварају се у лутке, у чврсте смеђе чахуре. Луткарска фаза је најдужа фаза развојног циклуса.
Након две или три недеље, одрасли излазе из стадија лутке како би се парили, започињући поново циклус. Нормално трајање у просеку, у одраслом облику, је 10—14 дана, међутим, по хладном времену, лутке и одрасли могу хибернирати док их више температуре не оживе.

### Метаморфоза и ћелијска смрт
Подвргавање метаморфози захтева огромну количину промена за муву, попут ћелијске смрти. Иако се уобичајено верује да су програмирана ћелијска смрт и апоптоза исти, то није увек тако. На почетку метаморфозе у фази ларви, ћелије пљувачних жлезда су самопрограмиране за уништавање. Након довољног храњења, ларве се одмарају и почетна фаза синтезе протеина нагло расте, што кулминира производњом великих количина протеина, што се дешава од првог до осмог дана. Деветог дана долази до смрти ћелија пљувачних жлезда.

## Исхрана
Као и друге муве, зујара колонизује остатке животиња, укључујући и људе. Док се одрасла храни нектаром, ларве се хране лешевима, медијумом у којем расту. Међутим, показало се да је храњење прерађеним супстратима обезбедило много бољи раст од непрерађених, попут сирове немодификоване јетре. Зујарин блиски рођак, C. vomitoria, је способан да користи мешовите подлоге са једнаким стопама раста. У случају претрпаности, резултира компензацијом повећаном брзином развоја, што доводи до мањих ларви и одраслих,  што има компликације у форензици јер би различити делови тела расли различитом брзином. Осим тога, показано је да личинке мува могу колонизирати чак и закопане остатке. Стопе раста између површинских и закопаних ларви расле су сличним повећаним темпом. Обично ове муве полажу јаја око рана на свеже лешеве убрзо након смрти. Непосредно пре стадијума лутке, ларве мува које је напуштају могу да се укопају у тло како би се очврсле и тада се појављују одрасле муве. У трулим труповима утврђено је да доминирају зујаре, посебно C. vomitoria. На пролеће и јесен C. vomitoria је примарна врста која се налази на труповима. У неким случајевима, C. vomitoria дели трупове са другим врстама калифорида као што је обична зелена мува.
Одрасле зујаре се хране нектаром и полинатори су цвећа. Посебно их привлачи цвеће које има јаке мирисе, попут оних које су се прилагодиле мирису на труло месо. Биљке опрашених по лету укључују Symplocarpus foetidus, Asimina triloba, Helicodiceros muscivorus и неке врсте из фамилије шаргарепе. Ови инсекти имају тенденцију да лете у чопорима како би ефикасније открили могуће изворе хране. Ако једна мува открије храну, распршује феромон, који ће остале упозорити на оброк.

## Родитељска брига
Зујаре полажу јаја на лешинама, којих је на већини места мало, па ови лешеви заврше са много јаја различитих врста што изазива велику густину ларви. Када постоји много других појединаца око локације, трудне женке повећавају стопу јајне ћелије (што повећава број потомака), изазвано контактом и хемијском стимулацијом. Међутим, велики број ларви постаје користан за сваког појединца. Ларве се хране излучивањем ензима који разграђују ткива леша, па су агрегацијом у великом броју ове секреције ефикасније, што доводи до лакшег храњења. Велика агрегација помаже у стварању топлоте и одржавању ларви топлим. Једна од компликација са великим бројем јединки је то што је конкуренција и даље фактор, јер се ларве на периферији могу изоставити из исхране, а до краја развојног циклуса појављују се потхрањене и премале.

## Физиологија

### Ноћни лет
Зујаре ретко лете ноћу, без обзира на присутност леша што сугерише да не одлажу јаја на лешеве током ноћи. Његова примена у форензичкој науци тада потиче од идеје да се грубо време овипарије може одредити сужавањем на дневно време.

### Хормони
Средње неуро-секреторне ћелије (MNC) мозга садрже пептидне хормоне који подсећају на инсулин што је доказано када су истраживачи успели да вежу ове пептиде са антителима на говеђи инсулин. Хормон зујаре је структурно аналогно истакнут хормоном сисара могућношћу да служе као централни регулаторни хормони нервног система пре него што су метаболички регулаторни хормони.

### Адхезивни орган
На крајњем подручју петог сегмента, зујара садржи пулвиле, длакаве ноге попут инсеката. Коса са трбушне површине представља способност адхезије. Осим тога, имају велике канџе које помажу при држању неправилних површина како би спријечиле пад. Зујара, попут других мува, такође излучује липиде кроз длачице. Комбинацијом физичког приањања канџи и длака и површинске напетости коју стварају излучевине липида, они се могу лако придржавати глатких површина.

## Интеракција са људима

### Форензика
Ове муве су међу најважнијим доказима о инсектима у форензици, посебно за добијање времена колонизације (TOC) и пост–мортем интервала (PMI). Calliphora су најважније врсте у умереним регионима због брзине раста у складу са температуром. Познавајући температуру, може се проценити временски период од полагања јаја. Зујара има вишу граничну температуру за раст од многих врста, присутан је у многим регионима. Међутим, постоји ограничење у њиховој употреби, јер мали број врста може преживети на ниским температурама. Већина не може наставити развој ако није топлије од отприлике 2°C.
Деградација трупова се може поделити у шест засебних фаза: фаза разградње, свежа фаза, надута фаза, фаза активног распадања, напредна фаза распадања и фаза остатака. Одрасла зујара се прво почиње појављивати на труповима током надуте фазе, а затим се појављују ларве један до три дана након тога. Током фазе активног пропадања, ларве мува достижу свој врхунац.
Код закопаних лешева, информације о времену укопа и о томе како је тело чувано се могу прикупити и идентификацијом зујаре. Проучавање ових мува је, међутим, ограничено на подручја у којима су ентомолози лако доступни, јер се историје живота могу разликовати у различитим регијама. Ове историје се разликују због различите климе, попут температуре и надморске висине.
Ова мува може изазвати мијазу код људи или животиња. Форензичари то понекад идентификују током свог рада, на пример у случају обдукције занемареног детета.

#### Идентификација
Зујара често није једина врста присутна у лешу, па је потребан одређени процес идентификације како би се избегле погрешне процене о времену смрти због њиховог различитог развојног циклуса. У прошлости су се морфолошке разлике користиле за идентификовање врста. Међутим, на местима злочина је то веома тешко јер ова места често нису сачувана, а очување врста инсеката је далеко од доброг. Методе које могу најбоље разликовати врсте су ДНК, митохондријска ДНК и ген COI. Показало се да је ген COI који се користи заједно са рестрикционим ензимима релативно брз и једноставан метод разликовања врста мува.

#### Пост–мортем интервал
Пост–мортем интервал (PMI) је време између смрти и открића леша. Зујара је важна за PMI процене јер је међу првим врстама које полажу јаја на леш. Постоје два начина за процену PMI. Један је убијање ларви, а затим упоређивање дужине и температуре ларви са онима у стандардизованим подацима. Други начин за израчунавање PMI је израчунавање накупљених степена сати/дана (ADH/D) који су потребни ларви да достигне одређену развојну фазу. Каснији метод је опште прихваћенији начин процене PMI.

#### Правни значај
Као једна од најзаступљенијих мува и њихова тенденција да буду прве, веома су корисне у правним истрагама. Друге врсте зујаре, иако су важне као људски паразити, нису толико важне само зато што се ређе налазе. Међутим, нема јасног консензуса о дистрибуцији мува, јер различита подручја привлаче различите врсте, па би требало провести теренска истраживања у локалним подручјима како би се потврдило присуство или одсуство ових форензичких ресурса.

### Опрашивање усева
Calliphora vomitoria понекад може деловати као опрашивач различитих усева, посебно са јаким мирисом. Муве се хране нектаром ових усева, а затим настављају да шире своје семе док лете што може довести до заразе семена карфиолом.

## Галерија
- Бочни поглед
- Крило
- Крупни план структуре ока
- Спреман да полети
- Поглед са врха